# Gran Premio Industria e Commercio di Prato 1963
Il Gran Premio Industria e Commercio di Prato 1963, diciottesima edizione della corsa, si svolse il 21 aprile 1963 su un percorso di 255 km, con partenza e arrivo a Prato. La vittoria fu appannaggio dell'italiano Vendramino Bariviera, che completò il percorso in 6h28'38", alla media di 39,369 km/h, precedendo i connazionali Vito Taccone e Dino Bruni.
Inizialmente si era piazzato al 10º posto Marino Fontana, della San Pellegrino-Firte, poi squalificato per aver ricevuto una ruota dal compagno di squadra Guido Neri dopo una foratura.

## Ordine d'arrivo (Top 10)
| Pos. | Corridore            | Squadra         | Tempo    |
| ---- | -------------------- | --------------- | -------- |
| 1    | Vendramino Bariviera | Carpano         | 6h28'38" |
| 2    | Vito Taccone         | Lygie           | s.t.     |
| 3    | Dino Bruni           | Gazzola         | s.t.     |
| 4    | Aldo Pifferi         | Lygie           | s.t.     |
| 5    | Carlo Brugnami       | Gazzola         | s.t.     |
| 6    | Guido Carlesi        | Molteni         | s.t.     |
| 7    | Gastone Nencini      | Springoil-Fuchs | s.t.     |
| 8    | Livio Trapè          | Salvarani       | s.t.     |
| 9    | Marino Vigna         | Legnano         | s.t.     |
| 10   | Walter Martin        | IBAC            | s.t.     |